# رنکوس
رنکوس (به عربی: رنکوس) یک منطقهٔ مسکونی در سوریه است که در استان ریف دمشق واقع شده‌است.

## خصوصیات
رنکوس ۷٬۷۱۷ نفر جمعیت دارد.